# Shenyang J-6

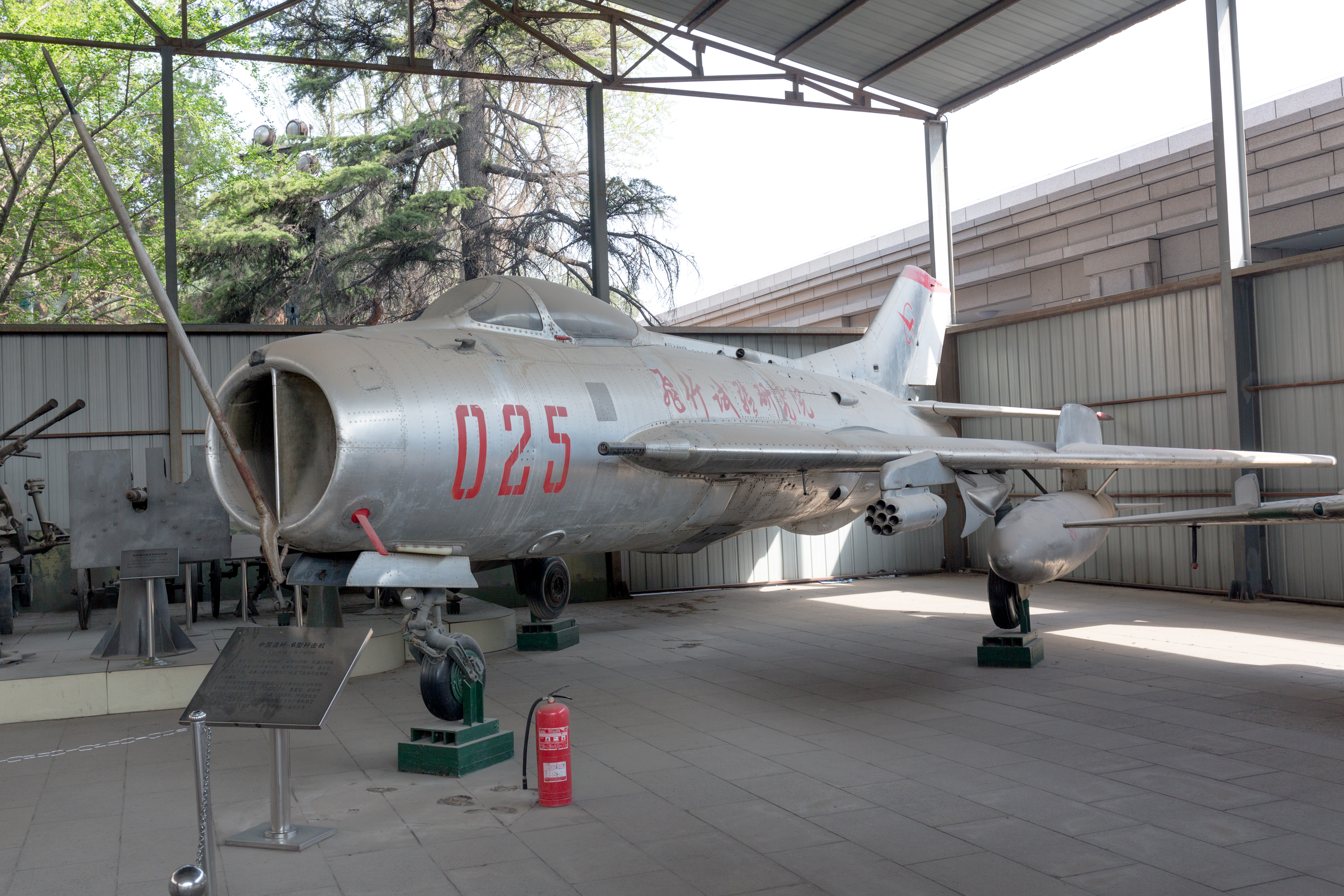
J-6 in het Militair museum in Peking

De Shenyang J-6 (歼-6; NAVO-codenaam: Farmer) was de Chinese variant van de Sovjet-Russische MiG-19 straaljager.
De MiG-19 had een betrekkelijk korte levensduur in de Sovjet Luchtmacht, maar de Chinezen hebben hem van 1958 tot 1981 geproduceerd, mede door zijn goede wendbaarheid en krachtige bewapening. Aan het einde van 2005 werd de meeste J-6's uit dienst genomen, al zijn er een aantal JJ-6 trainers en JZ-6 verkenningsvliegtuigen nog steeds in dienst bij de PLAAF.
De J-6 werd beschouwd als wegwerpbaar, en de bedoeling was dat ze maar ongeveer 100 vlieguren te gebruiken, ongeveer 100 missies, voordat ze gesloopt zouden worden. De Pakistaanse Luchtmacht lukte het om de meeste toestellen 130 uur mee te laten gaan met ijverig onderhoud.

## Varianten
- J-6A of J-6IV - (gelijk aan de MiG-19PF) een onderscheppingsjager met twee 30 mm kanonnen en radar. Geëxporteerd als F-6A.
- J-6B - (gelijk aan de MiG-19PM Farmer-D) onderscheppingsjager met twee PL-1 lucht-luchtraketten (Chinese versie van de Sovjet K-5 (AA-1 Alkali). Onduidelijk of de J-6B zijn kanonnen heeft behouden.
- J-6C - jager met drie 30 mm kanonnen en remparachute onder het staartroer.
- J-6Xin - verbeterde versie van de J-6A met nieuwe Chinese radar.
- J-6III - jachtvliegtuig prototype
- JJ-6 - Tweezits trainer, 84 centimeter langer voor de plaatsing van een tweede zitplaats, bewapend met een 30 mm kanon. Geëxporteerd als FT-6.
- JZ-6 - Verkenningsversie met een camerapakket dat het kanon vervangt.
- J-6 Testbed - schietstoel testbed dat de Hong H-5 testbed opvolgde.